# Оточення

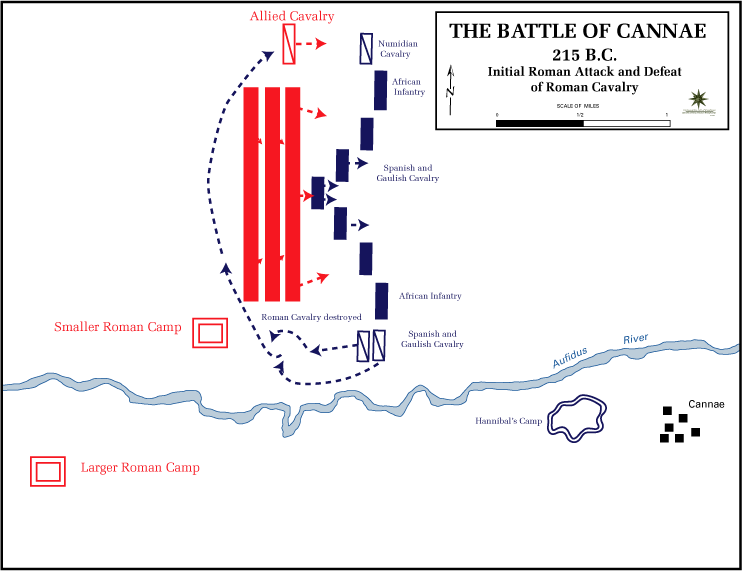
Битва при Каннах 216 р. до н. е. — перший історичний зразок оточення в ході битви

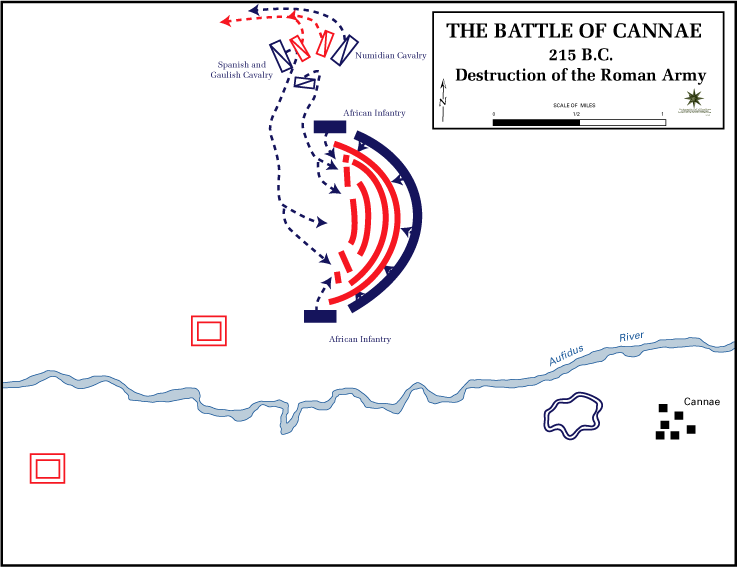
Знищення армії римлян в битві при Каннах

Ото́чення — ізоляція частини сил (декількох підрозділів, частин, з'єднань тощо) противника від сусідніх і розташованих в його тилу військ з метою знищення або полонення. Оточення досягається охопленням флангів і обходом певного угруповання противника зі швидким наступом за напрямками, що сходяться, і виходом у його тил.
Оточення найчастіше досягається, коли прорив оборони противника здійснюється на двох або декількох ділянках фронту з розвитком наступу за напрямками, що сходяться. В результаті цього створюється суцільний внутрішній фронт і зовнішній фронт, що активно діючи, ізолює оточене угруповання від решти військ противника. Оточення може здійснюватися в ході переслідування противника, що відступає, при проведенні контратак і контрударів військ, що обороняються, за напрямками, що сходяться, при діях військ на приморському напрямку, коли противник притиснутий до моря та ізольований від решти своїх військ.
При діях з метою оточення, зазвичай, створюється перевага над противником в силах і засобах. Інколи, за сприятливих умов, оточення можливе і при рівних силах. Оточене угруповання противника блокується з повітря, а на приморських напрямах і з моря.
У сучасному бою висока маневреність військ і ефективне застосування засобів зброї масового ураження, високоточної зброї дозволяють знищувати противника одночасно з його оточенням.

## Історичні приклади оточення
- Битва при Каннах 216 р. до н. е.
- Битва під Фрауштадом 1706
- Битва при Седані
- Битва під Танненбергом 1914
- Битва за Київ (1941)
- Уманський котел
- Сталінградська битва
- Корсунь-Шевченківська операція
- Білоруська операція 1944